# 사라왁 사바 독립운동
사라왁 사바 독립운동 또는 사바 사라왁 독립운동은 말레이시아 동부 2개의 주 사라왁과 사바의 독립운동을 말한다.

## 역사
사라왁, 사바의 원주민은 이반, 카다잔 등으로, 말레이시아 본토의 원주민인 오랑아슬리, 또는 후에 인도네시아에서 건너온 말레이족들과는 전혀 다른 민족이었다. 이 지역은 한때 브루나이 술탄령이었음에도 불구하고 다양한 원주민들이 각자의 사회를 공존하며 살았다.
1658년 사바의 북동부 지역은 술루 술탄령이 되었으며, 사라왁의 대부분은 브루나이령이 되었다. 이후 19세기 중반 영국의 식민 지배를 받았는데, 타와우는 인도네시아의 칼리만탄과 더불어 네덜란드의 지배를 받았다. 1946년 이들은 영국의 식민지에서 제외됐으며, 구 칼리만탄의 일부였던 타와우가 북보르네오(사바)에 합병되었다. 그 후 브루나이는 1961년 말레이시아 연방에 가입하려했으나, 결국 가입하지 않았다. 영국 보호령을 거쳐 1984년 주권국가로 독립했다.
영국의 보호령으로 남아있던 사라왁과 사바는 외국인 지도부 아래 점차 교육을 받아 엘리트들을 키워가던중 툰구 압둘라만(당시 말라야 연방 총리)이 싱가포르와 사바, 사라왁 포함한 말레이시아 연방을 제안했다. 사실 북보르네오(현재 사바지역의 옛이름), 사라왁, 브루나이가 연합해 보르네오 연방을 만들려 했으나 영국은 툰구의 손을 들어주었다. 그 당시는 냉전시기로 인도네시아, 중국의 공산주의의 위협으로부터 방어하고자 말레이시아 연방을 찬성하였다.
사라왁과 사바는 각각 1963년 7월 22일과 1963년 8월 31일 독립했으나, 얼마 후 말레이시아에 합병되었으며, 1963년 9월 16일 싱가포르까지 최종 포함한 '말레이시아'가 출범하였다. 하지만 이 과정에서 적지 않은 부정이 만연했고, 문제는 1965년 8월 9일 싱가포르가 탈퇴하면서 불거졌다. 당시 싱가포르는 말레이시아 연방정부와의 마찰 과정에서 탈퇴했는데, 여기서 '원래 하나를 목적으로 생긴 것이 말레이시아인데, 하나라도 나갔으니 더 이상 같이 있을 수 없다'는 주장이 일면서 사라왁, 사바 역시 말레이시아에 같이 있을 수 없다는 논란이 나왔다. 하지만 말레이시아 정부는 이를 무시하고 중앙집권적으로 행세했으며, 비슷한 시기 인도네시아의 침공으로 독립 여부는 더 큰 논란을 받게 되었다. 그러는 사이 두 나라는 아무런 통보도 없이 주가 되었으며(전에는 자치주), 이 다음부터 두 주는 정부의 심각한 탄압과 통제에 놓이게 되었다.
새로 주가 된 두 나라는 말라야 본토의 주들과는 달리 심각한 통제에 놓였는데, 예를 들어 두 주에서는 일정량 이상의 무언 가를 팔지 못하도록 하거나, 자원 사용 시 5%의 로열티를 붙이는 등 사실상 발전을 저해했다. 이는 두 나라의 민중은 물론 정부를 자극하였으며, 1976년 6월 6일 사바 주지사 툰 푸아드 스테픈 및 정부 각료들이 타고 있던 비행기가 폭파했을 때 일각에서는 이 문제를 들먹이며 정부 개입 의혹을 제기했다. 뿐만 아니라 말라야 연방정부는 두 나라에 사람을 보내 일부 기독교 신자들을 무슬림으로 개종하도록 협박했으며, 사바 주의 일원이었던 라부안을 연방령으로 가져가 실질적인 독립을 어렵게 하기도 했다. 심지어 두 나라의 주요 산물이던 식물성유지(팜유/팜핵유)의 생산에도 상당한 제약을 걸어, 두 나라는 경제적으로 퇴화하였다.
1980년대 중후반 두 지역을 대변하는 정당들이 창당되기 시작하였다. 사바통일당(Parti Bersatu Sabah; PBS)이나 사라왁인민당(Parti Rakyat Sarawak; PRS)같은 정당들의 탄생은 한때 두 나라 민중들에게 큰 기대를 주기도 했으며, 1985년 사바 총선 당시 사바 민중들의 큰 기대가 있었다. 하지만 숱한 논란 끝에 1986년 시위가 벌어지는 참극이 발생했고, 이어 1990년대 초반 이 정당들의 간부들이 구속, 수감 및 고문을 당하는 대규모 정치스캔들이 발생했다. 이후 이 정당들은 대부분 말레이시아 집권 연정인 국민전선(Barisan Nasional; BN)의 일원이 되어 독립을 어렵게 만들었다. 오늘날, 두 나라는 말레이시아에서 가장 크면서도, 가장 가난한 주로 남아있다.

## 두 주의 현실
현재 사라왁, 사바는 말레이시아에서 가장 큰 주이며, 말레이시아 영토의 반 이상을 차지한다. 그럼에도 불구하고, 두 주는 정부의 강력한 통제로 인해 가장 가난한 주로 남아있다. 사라왁의 주도인 쿠칭이나, 기타 도시인 시부, 미리 등은 적지 않은 발전을 이루었지만, 아직도 많은 도로들이 포장되지 못한 채 비포장도로의 상태로 남아있다. 사바의 경우, 근래 주도인 코타키나발루의 발전에도 불구하고, 여전히 가난한 상태이며, 현재 많은 사바인들이 가난에 허덕이고 있는 실정이다. 또한 두 주는 석유 및 천연가스 등 풍부한 자원을 보유하고 있음에도, 정부의 강력한 통제를 받아, 마음대로 사용할 수 없다. 때문에 두 주는 브루나이 및 중동지역에서 석유를 수입해 사용하고 있으며, 정부는 추후 고갈상태에 이르거든 국산 석유를 사용하려는 입장이다. 하지만 이는, 두 주에서 자원만 쏙 빼가는 것이라 비판을 받고 있으며, 이렇게 될 경우 독립 후 경제적으로 큰 피해를 입을 가능성이 높다.

## 현재의 상황
현재 사라왁, 사바의 독립운동은 카탈루냐나 스코틀랜드에 비하면 비록 작고 힘없는 수준이지만, 최근들어 조금씩 규모가 커지고 있다. 2011년 8월 9일 사라왁, 사바의 독립단체인 '사바와 사라왁이 말레이시아를 떠나다(Sabah Sarawak Keluar Malaysia; SSKM)'이 페이스북을 통해 결성되었으며, 10000명 이상의 지지를 얻어 독립운동을 활발히 벌이고 있다. 2012년 이 단체 페이지가 해킹을 당하기도 했다. 최근 이들은 북보르네오 공화국(사바) 및 사라왁 공화국(사라왁)의 건국을 추진하고 있다.
그러나 이 독립이 실현될 지는 의문이다. 현재 정부의 통제가 매우 심한데다, 말레이시아 지배의 영향으로 현재 많은 사라왁, 사바인들이 이에 대해 반대하거나 무관심한 상황이다. 또한 2014년 새로 개정 및 강화된 선동처벌법에 따라, 두 나라의 독립 추진은 더더욱 어려워질 것으로 보인다. 그리고 '만약에' 독립하더라도, 그 후에 어떤 후폭풍이 불지는 알 수 없다. 두 나라가 독립할 경우, 사바 바로 옆에 있는 라부안은 어떻게 해야 할 지 논란이 있다. 무엇보다도, 사바는 필리핀 남부의 술루족들의 침략 위험에 노출되어 있어, 독립 후 술루족들의 침략에 대비해야 하는 것도 논란이 있다.

## 같이 보기
- 사바와 사라왁이 말레이시아를 떠나다
- 동투르키스탄 독립운동
- 카탈루냐 독립운동
- 스코틀랜드 독립운동